# Miami bass
Miami Bass (também conhecido como Bass Music ou Miami Sound) é um subgênero da música hip hop que se tornou popular nas décadas de 1980 e 1990. Consiste no uso de caixa de ritmos do tipo Roland TR-808, bumbo sustentado, baixo pesado, ritmos de dança elevados e conteúdo lírico frequentemente sexualmente explícito o diferenciando de outros subgêneros do hip hop. O autor musical Richie Unterberger caracterizou o Miami Bass como usando ritmos com um "sabor de stop-start" e pratos "sibilos" com letras que "refletiam a linguagem das ruas, particularmente dos bairros historicamente negros de Miami, como Liberty City, Goulds, Little Haiti e Overtown".
Apesar do Miami Bass nunca ter tido uma aceitação consistente no mainstream, a atenção inicial da mídia nacional na década de 1980 resultou em um impacto profundo no desenvolvimento do hip hop, da dance music e do pop.

### História
O subgênero recebeu este nome quando o freestyle começou a tornar-se popular nos bairros negros de Miami, como por exemplo em Liberty City. Os DJ's começaram a desenvolver instrumentais mais graves, rápidos e intensos, com um número de BPM superior e com a utilização de kicks bastante graves. 
Este era bastante diferente do gangsta rap, já que o Miami bass não era focado em falar em problemas sociais, críticas ao sistema, criminalidade ou discriminação racial e social, o subgênero era essencialmente um contraponto ao rap que estava muito politizado e polêmico na época. O subgênero daria origem ao início do desenvolvimento do funk carioca, subgênero esse que é muito baseado no Miami bass.

Os nomes de Miami Bass que mais se destacaram na época foram os 2 Live Crew, os Quad City DJ's, os 95 South, as J.J. Fad, os 69 Boyz, os Poison Clan, os Gucci Crew II, os Tag Team, os Ghost Town DJ's e ainda artistas solo como Uncle Luke, DJ Magic Mike, Sir Mix-A-Lot e Freak Nasty.